# Francesco Gasparini
Pour les articles homonymes, voir Gasparini.
Francesco Gasparini (Camaiore, 19 mars 1661 - Rome, 22 février 1727) est un compositeur et professeur de musique italien de l'époque baroque. Il est le directeur du Pio Ospedale della Pietà, où est employé Antonio Vivaldi.

## Biographie
Gasparini est le second des cinq enfants de Nicolao Gasparini et de son épouse Elisabetta Belfiore. On sait peu de choses de son enfance et de sa première instruction musicale à Camaiore. Probablement étudie-t-il à Rome auprès de Bernardo Pasquini et Arcangelo Corelli. À partir de 1682, on le trouve organiste de l'église romaine de la Madonna dei Monti. En 1684, il est reçu comme chanteur à l'Accademia Filarmonica de Bologne, et l'année suivante comme compositeur.
Il commence sa carrière de compositeur d'opéras en 1686 à Livourne avec Olimpia vendicata. Son œuvre comprend près de 60 opéras. Celui qui a le plus de succès est Ambleto (ou Amleto), dont le livret utilise le thème d'Hamlet, mais sans se baser sur la pièce de Shakespeare.
En 1701, Gasparini prend le poste de Maître de chapelle à l'Ospedale della Pietà de Venise.
Jusqu'en 1713, il y dirige 24 œuvres, la plupart au Teatro Tron de San Cassiano. Après un court séjour à Città di Castello, il retourne en 1716 à Rome et y travaille comme compositeur et chef d'orchestre pour le compte du Marchese Francesco Maria Ruspoli. De 1718 à 1724, Gasparini se consacre à la composition : ses opéras sont joués dans toutes les maisons importantes d'Italie, de Rome à Turin.
À partir de 1725 et jusqu'à sa mort en 1727, Gasparini occupe le poste de Maître de chapelle de Saint-Jean de Latran. Parallèlement à son activité de compositeur, il poursuit une carrière d'enseignant : ses élèves les plus célèbres sont Domenico Scarlatti, Johann Joachim Quantz et Benedetto Marcello. En 1708, il écrit à Venise un traité de basse continue, L'armonico pratico al cimbalo, qui est imprimé jusqu'en 1839.

### Œuvres
Liste des opéras de Gasparini, avec l'année et la ville où a lieu la première représentation :
1. Olimpia vendicata (dramma per musica, 1686, Livourne)
2. Roderico (dramma per musica, livret de G. B. Bottalino, 1686, Livourne)
3. Bellerofonte (dramma per musica, livret de G. M. Conti, Rome, 1690)
4. Amor vince lo sdegno ovvero L'Olimpia placata (dramma per musica, livret de Aurelio Aureli, 1692, Rome)
5. La costanza nell'Amor Divino (dramma sacro per musica, livret de Pietro Ottoboni, 1695, Rome)
6. Totila in Roma (dramma per musica, livret de Matteo Noris, 1696, Palerme)
7. Aiace (dramma per musica, livret de Pietro d'Averara, 1697, Naples)
8. Gerone tiranno di Siracusa (dramma per musica, livret de Aurelio Aureli, 1700, Gênes)
9. Tiberio imperatore d'Oriente (dramma per musica, livret de G. D. Pallavicini, 1702, Venise)
10. Gli imenei stabiliti dal caso (dramma per musica, livret de Francesco Silvani, 1702, Venise)
11. Il più fedel tra i vassalli (dramma per musica, livret de Francesco Silvani, 1703, Venise)
12. Il miglior d'ogni amore per il peggiore d'ogni odio (dramma per musica, livret de Francesco Silvani, 1703, Venise)
13. La fede tradita e vendicata (dramma per musica, livret de Francesco Silvani, 1704, Venise)
14. La maschera levata al vizio (dramma per musica, livret de Francesco Silvani, 1704, Venise)
15. La Fredegonda (dramma per musica, livret de Francesco Silvani, 1704, Venise)
16. Il principato custodito alla frode (dramma per musica, livret de Francesco Silvani, 1705, Venise)
17. Alarico ovvero L'ingratitudine gastigata (dramma per musica, livret de Francesco Silvani, en collaboration avec Tomaso Albinoni, 1705, Palerme)
18. Antioco (dramma per musica, livret de Apostolo Zeno et Pietro Pariati, 1705, Venise)
19. Ambleto (dramma per musica, livret de Apostolo Zeno et Pietro Pariati, 1706, Venise)
20. Statira (dramma per musica, livret de Apostolo Zeno et Pietro Pariati, 1706, Venise)
21. Taican re della Cina (tragedia, livret de Urbano Rizzi, 1707, Venise)
22. Anfitrione (tragicomedia con prologo, livret de Apostolo Zeno e Pietro Pariati, 1707, Venise)
23. L'amor generoso (dramma per musica, livret de Apostolo Zeno, 1707, Venise)
24. Flavio Anicio Olibrio (dramma per musica, livret de Apostolo Zeno et Pietro Pariati, 1708, Venise)
25. Engelberta (dramma per musica, livret de Apostolo Zeno et Pietro Pariati, 1709, Venise)
26. Alcide ovvero L'eroico amore (La violenza d'amore) (opera tragicomica, livret de M. Gasparini, 1709, Bergame)
27. La principessa fedele (dramma per musica, livret de Agostino Piovene, 1709, Venise)
28. L'oracolo del fato (componimento per musica da camera, livret de Pietro Pariati, 1709, Vienne)
29. Sesostri, re d'Egitto (dramma per musica, livret de Pietro Pariati, 1710, Venise)
30. La ninfa Apollo (scherzo scenico pastorale, livret de Francesco de Lemene, en collaboration avec con Antonio Lotti, 1710, Venise)
31. L'amor tirannico (dramma per musica, livret de Domenico Lalli, 1710, Venise)
32. Tamerlano (tragedia, livret de Agostino Piovene, d'après Jacques Pradon, 1711, Venise ; 2e version sous le nom de Il Bajazet, 1719, Reggio d'Émilie puis 1723, Venise)
33. Costantino (dramma per musica, livret de Apostolo Zeno et Pietro Pariati, 1711, Venise)
34. Nerope (dramma per musica, livret de Apostolo Zeno, 1712, Venise)
35. Eraclio (dramma per musica, livret de Pietro Antonio Bernadoni, in collaborazione con Carlo Francesco Pollarolo, 1712, Rome)
36. Il comando non inteso ed ubbidito (dramma per musica, libretto Francesco Silvani, 1713, Milan)
37. L'amore politico e generoso della regina Ermengarada (dramma per musica, en collaboration avec Giovanni Maria Capelli, 1713, Mantoue)
38. Lucio Papirio (dramma per musica, livret de Antonio Salvi, 1714, Rome)
39. Eumene (dramma per musica, livret de Apostolo Zeno, 1714, Reggio Emilia)
40. Amor vince l'odio ovvero Timocrate (dramma per musica, livret de Antonio Salvi, 1715, Florence)
41. Il tartaro nella Cina (dramma per musica, livret de Antonio Salvi, 1715, Reggio Emilia)
42. Ciro (dramma per musica, livret de Matteo Noris, 1716, Rome)
43. Vincislao (dramma per musica, livret de Apostolo Zeno, 1716, Rome)
44. Il gran Cid (dramma per musica, livret de J. Alborghetti e N. Serino, 1717, Naples)
45. Intermezzi in derisione della setta maomettana (dramma per musica, livret de Girolamo Gigli, 1717, Rome)
46. Pirro (dramma per musica, livret de Apostolo Zeno, 1717, Rome)
47. Il trace in catena (dramma per musica, livret de Antonio Salvi, 1717, Rome)
48. Democrito (dramma per musica, 1718, Turin)
49. Nana francese e Armena (Mirena e Floro) (intermezzo, 1718, Dresde)
50. Astinatte (dramma per musica, livret de Antonio Salvi, 1719, Rome)
51. Lucio Vero (dramma per musica, livret de Apostolo Zeno, 1719, Rome)
52. Tigranes (dramma per musica, en collaboration avec Francesco Bartolomeo Conti, Giuseppe Maria Orlandini et Antonio Vivaldi, 1719, Hambourg)
53. Amore e maestà (dramma per musica, livret de Antonio Salvi, 1720, Rome)
54. Faramondo (dramma per musica, da Apostolo Zeno, 1720, Rome)
55. La pace fra Seleuco e Tolomeo (dramma per musica, livret de Adriano Morselli, révision par A. Trabucco, 1720, Milan)
56. L'avaro (intermezzo, livret de Antonio Salvi, 1720, Florence)
57. Nino (dramma per musica, livret de Ippolito Zanelli, 1720, Reggio Emilia)
58. Dorinda (favola pastorale, livret de Benedetto Marcello, 1723, Rome)
59. Silvia (dramma pastorale, livret de Enrico Bissari, 1723, Foligno)
60. Gli equivoci d'amore e d'innocenza (dramma per musica, livret de Antonio Salvi, 1723, Venise)
61. Tigresa (favola pastorale con intermezzi, 1724, Rome)

## Éditions
L'armonico pratico al cimbalo (1708), in La basse continue en italie au 17e siècle, volume 2, traduction par Jean-Philippe Navarre, Les Presses du Coilège Musical, 2024  (ISBN 9782958927301)